# Rhabdomastix corax
Rhabdomastix corax är en tvåvingeart som beskrevs av Jaroslav Stary 2004. Rhabdomastix corax ingår i släktet Rhabdomastix och familjen småharkrankar. Inga underarter finns listade i Catalogue of Life.